# Glasmeervallen
Glasmeervallen (Schilbeidae) zijn een familie van straalvinnige vissen uit de orde van Meervalachtigen (Siluriformes).

## Taxonomie
De volgende geslachten zijn bij de familie ingedeeld:
- Ailia Gray, 1830
- Ailiichthys Day, 1872
- Clupisoma Swainson, 1838
- Eutropiichthys Bleeker, 1862
- Irvineia Trewavas, 1943
- Laides Jordan, 1919
- Neotropius Kulkarni, 1952
- Parailia Boulenger, 1899
- Pareutropius Regan, 1920
- Platytropius Hora, 1937
- Proeutropiichthys Hora, 1937
- Pseudeutropius Bleeker, 1862
- Schilbe Oken, 1817
- Silonia Swainson, 1838
- Siluranodon Bleeker, 1858